# Marcel Walldorf
Marcel Walldorf (* 1983 in Friedberg, Hessen) ist ein deutscher Plastiker, Graphiker und Videokünstler. Bekannt wurde Walldorf 2010 durch den Skandal um seine Skulptur Petra.

## Biografie

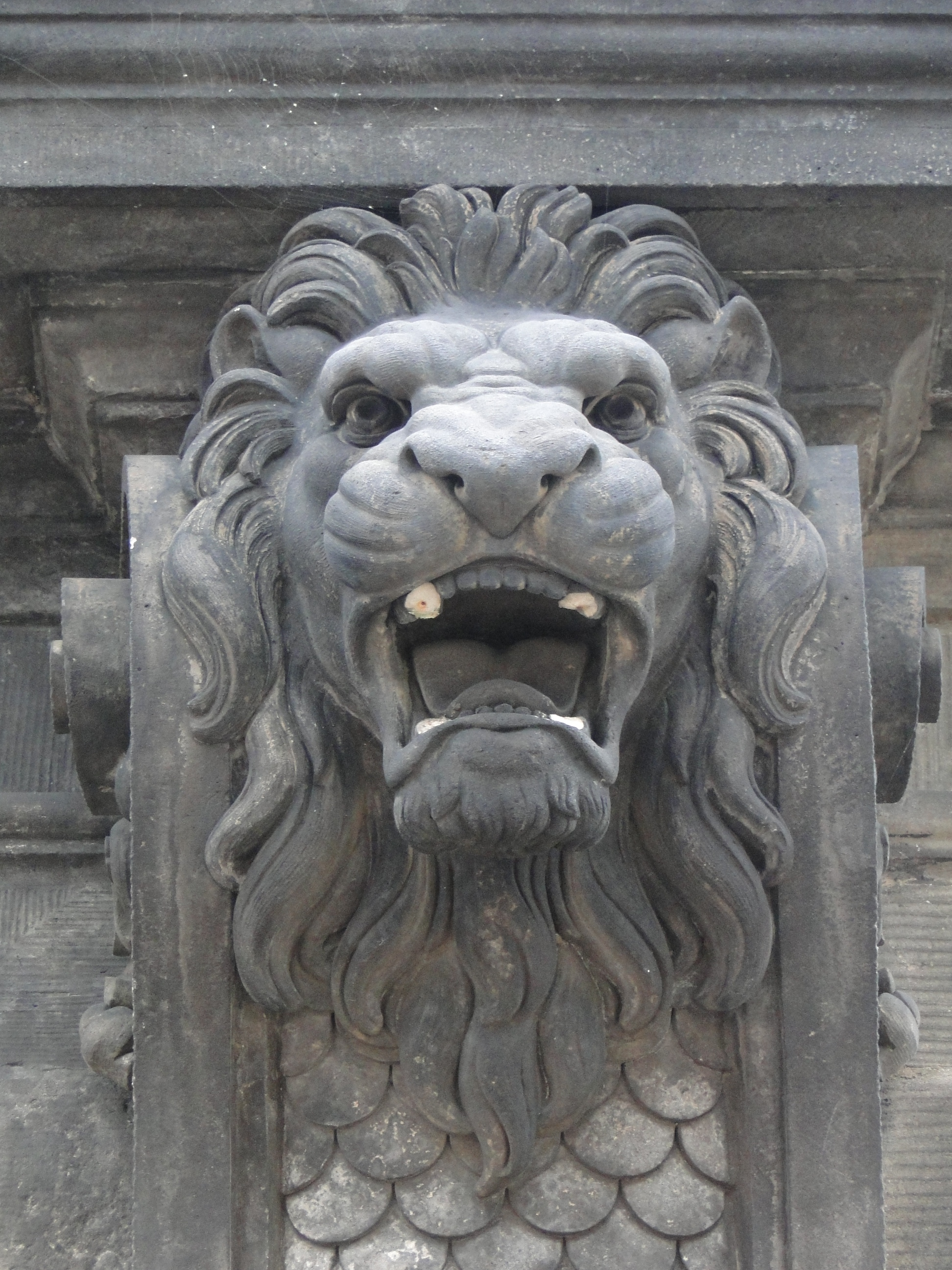
Löwenkopf mit ausgeschlagenen Eckzähnen

Nach seinem Abitur 2003 studierte Walldorf 2004–2007 Visuelle Kommunikation an der HfG in Offenbach(Main) bei Manfred Stumpf und Wolfgang Luy. 2008 wechselte er an die Bildhauerklasse der HfBK Dresden und diplomierte 2012 bei Eberhard Bosslet, bei welchem er 2014 das Meisterschüler-Diplom ablegte. Walldorf lebt und arbeitet in Frankfurt (Main).
Anfang August 2011 kletterte Walldorf in Dresden betrunken auf das historische Standbild August des Starken auf dem Neumarkt und schlug dem steinernen Löwenkopf alle vier Eckzähne aus. Ein 31-jähriger Begleiter Walldorfs filmte die Aktion dabei mit dem Handy.

## Ausstellungen

### Einzelausstellungen (Auswahl)
- 2011: „Everybody‘s Darling“, Galerie Potemka, Leipzig[3]
- 2014: „Skulpturensohn“, Husslehof, Frankfurt am Main[4]
- 2017: „LABSKAOS“, Paul Roosen Contemporary, Hamburg[5]

### Gruppenausstellungen (Auswahl)
- 2009: „Zu Gast bei Elly“, Galerie Brose-Eiermann, Dresden
- 2010: „Magic Club“, Galerie Potemka, Leipzig
- 2011: „Coop6“, Diamantenbörse, Frankfurt/Main
- 2012: „8 aus 48“, Richard-Haizmann-Museum, Niebüll
- 2013: „Filmothek“, Atelier 34zero Muzeum, Brüssel
- 2017: „171 Jahre Kunst in Hamburg“, Affenfaust Galerie, Hamburg[6]

## Preise
- 2010: Leinemann Stiftung für Bildende Kunst